# Unabhängigkeits-Gedenkmuseum

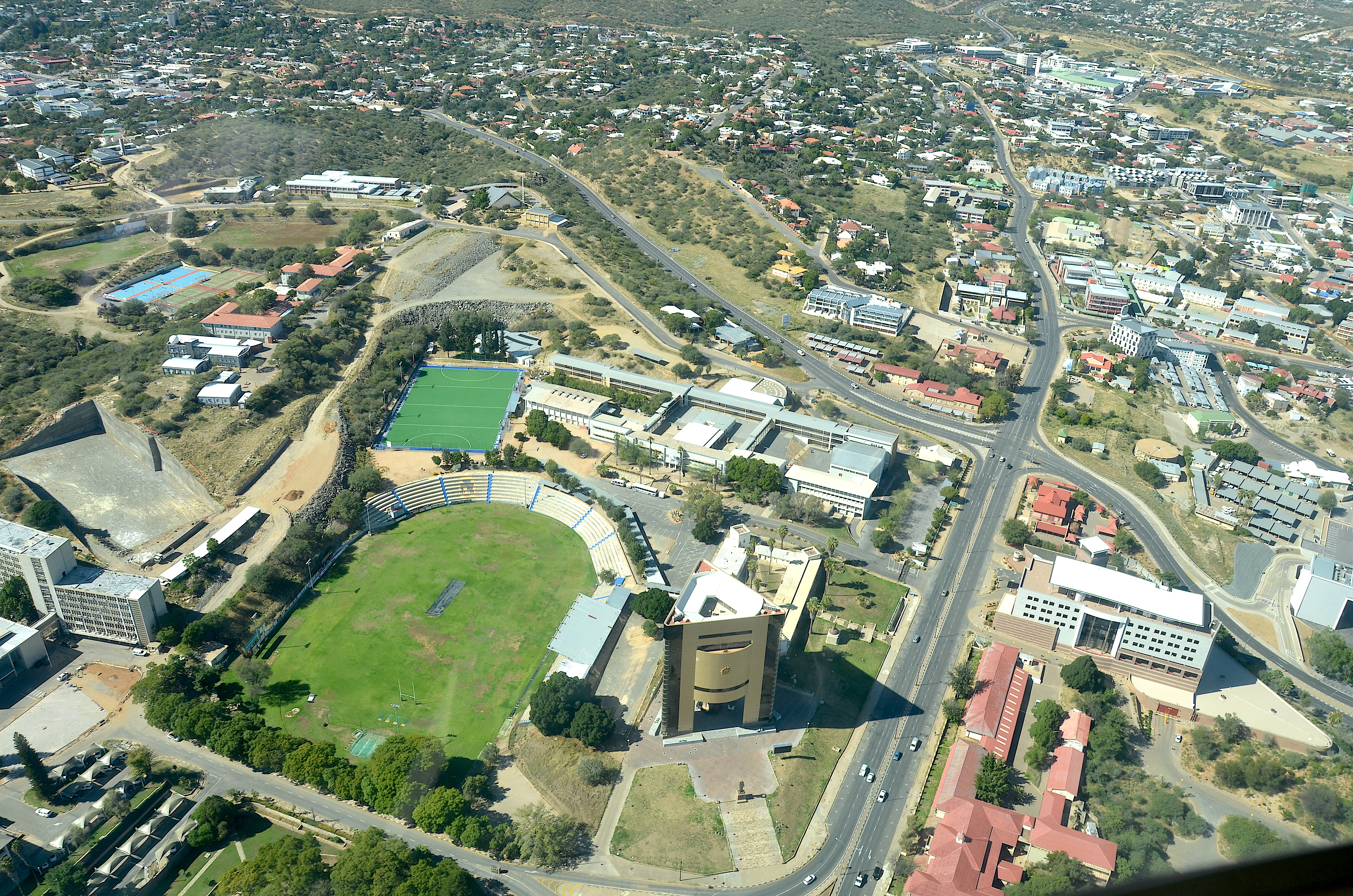
Unabhängigkeits-Gedenkmuseum Windhoek, Luftaufnahme (2017)

Das Unabhängigkeits-Gedenkmuseum (englisch Independence Memorial Museum), allgemein bekannt als Unabhängigkeitsmuseum, ist ein Nationalmuseum in der namibischen Hauptstadt Windhoek. Es ist seit dem 21. März 2014 der Öffentlichkeit zugänglich.
Das Museum wird durch zwei Statuen, ebenfalls errichtet vom nordkoreanischen Bauunternehmen Mansudae Overseas Projects, flankiert. Eine Statue beim Treppenaufgang zum Museum zeigt Gründungspräsident Sam Nujoma mit der Verfassung Namibias in der Hand, eine andere zeigt ein Ehepaar, das symbolisch Ketten sprengt. Diese Statue soll an den Völkermord von 1904 erinnern und steht am zweiten Standort des Reiterdenkmals.

## Bau

Das Museum während des Baus (2010)

Das Museumsgebäude war laut Planungsangaben als ein dreieckiger fünfstöckiger Glasbau auf einer Fläche von 40 Meter mal 40 Meter geplant und sollte mindestens 40 Meter hoch sein. Im August 2011 wurde die Fassade fertiggestellt. Der Bau wurde mit Baukosten von N$ 60 Millionen veranschlagt.

### Eröffnung
Das Museum sollte ursprünglich nach einer Bauzeit von nur sechs Monaten zur 20-jährigen Unabhängigkeitsfeier am 21. März 2010 eingeweiht werden. Am 12. Mai 2010 wurde vom zuständigen Ministerium bekanntgegeben, dass der Bau nun nach einer Bauzeit von 18 Monaten am 30. August 2011 fertiggestellt werden sollte. Im März 2011 wurde die Eröffnung auf Mitte 2011 festgelegt. Am 19. April 2011 wurde die Eröffnung jedoch wieder auf den 30. September 2011 verschoben. Eine Vertreterin des namibischen Kultusministeriums gab im März 2011 bekannt, dass das Museum ein „interaktives Museum nie dagewesener Klasse“ sein wird. Die Eröffnung wurde für den 21. März 2012 erwartet, letztendlich jedoch wieder verschoben. Das Museum wurde schließlich zusammen mit zwei neuen Statuen vor dem Museum und der Alten Feste am 20. März 2014 durch den namibischen Staatspräsidenten Hifikepunye Pohamba eröffnet.

### Restaurant
Im Oktober 2016 wurde in dem Geschoss oberhalb des Museums ein Panoramarestaurant eröffnet, von dessen drei Terrassen eine Rundumsicht auf Windhoek möglich ist.

## Kontroversen
Der Bau und vor allem der Baustandort wurde ohne öffentliche Meinungsbildung von der namibischen Regierung festgelegt und die Bevölkerung nicht weitreichend informiert.

### Lage
Das Museum wurde im historischen Zentrum von Windhoek an dem Standort des Reiterdenkmals errichtet. Dieses wurde von vielen verschiedenen Bevölkerungsgruppen entschieden abgelehnt, da so das historische Zentrum zerstört wird. So haben sich bei einer nicht repräsentativen Umfrage unter 1427 Farbigen 87 Prozent gegen den Umzug des Reiterdenkmals ausgesprochen.

### Baudurchführung
Eine weitere Kontroverse ist die Tatsache, dass das neue Museum vom nordkoreanischen Bauunternehmen Mansudae Overseas Projects geplant und errichtet wurde und somit der hohen namibischen Arbeitslosigkeit nicht einmal durch staatliche Baumaßnahmen entgegengewirkt wird. Offiziellen Angaben zufolge wurde diese Entscheidung getroffen, weil kein namibisches Unternehmen die technischen Möglichkeiten für ein solches Projekt hat.

### Einbezug der Öffentlichkeit
Laut einem Interview am 30. September 2009 mit dem zuständigen Minister Helmut Angula des Ministeriums für Öffentliche Arbeiten und Verkehr wurde die Bevölkerung, die Stadt Windhoek und der Denkmalrat ausführlich über das Projekt und deren Ausmaße informiert. Jedoch bestätigte die Stadt am 21. Oktober 2009, dass sie keinerlei Informationen habe, der Denkmalrat „informiert“ wurde und auch ansonsten keinerlei Informationen an die Öffentlichkeit getreten sind. Der Bau blieb somit ein großes Rätsel, wobei ein erstes Bild am 21. Oktober 2009 auftauchte.

### Name
Bereits vor Baubeginn des Museums hat das zuständige Ministerium bekanntgegeben, dass das Museum den Namen „Independence Memorial Museum“ tragen soll. Mitte Juni 2011 machte die Oppositionspartei SWANU den Vorschlag den Ort in „Genocide Remembrance Centre“ umzubenennen; als Erinnerung an den Genozid zu Zeiten Deutsch-Südwestafrikas und das an dem Bauort (angeblich) vorhanden gewesene Konzentrationslager. Dieser Vorschlag war umstritten, da das Museum der gesamten namibischen Geschichte offenstehen soll. Der Parlamentarische Antrag zur Umbenennung scheiterte jedoch aus formalen Gründen, da er nicht fristgerecht vor dem Eintritt der Winterpause behandelt wurde.